# Tityus guane
Espèce
Tityus guane est une espèce de scorpions de la famille des Buthidae.

## Distribution
Cette espèce est endémique du département de Santander en Colombie. Elle se rencontre vers Los Santos, San Gil et Zapatoca.

## Description
Le mâle holotype mesure 30,43 mm et la femelle paratype 36,29 mm, les mâles mesurent de 27,63 à 38,28 mm et les femelles de 28,34 à 38,55 mm.

## Étymologie
Cette espèce est nommée en l'honneur des Guanes.

## Publication originale
- Moreno-González, González & Flórez, 2019 : « Taxonomic revision of the Colombian Tityus (Archaeotityus) (Scorpiones, Buthidae) species: a morphological and morphometric approach, with a description of a new species. » Zootaxa, no 4660(1), p. 1-94.